# Sinocalamus sang
Sinocalamus sang är en gräsart som beskrevs av To Quyen Nguyen. Sinocalamus sang ingår i släktet Sinocalamus och familjen gräs. Inga underarter finns listade i Catalogue of Life.